# Better Things (canción)
«Better Things» es una canción del grupo femenino surcoreano Aespa. Se lanzó el 18 de agosto de 2023 a través de SM Entertainment y Warner Records, y es su primer sencillo original en inglés. Fue su segundo lanzamiento del año, tras el miniálbum My World en mayo. Para promocionarla, el grupo presentó una miniserie web de comedia titulada Better Things, que constó de tres episodios y comenzó a emitirse el 7 de agosto. Aunque inicialmente salió como un sencillo independiente, más adelante fue incluida en la edición digital del cuarto miniálbum del grupo, Drama, lanzado el 10 de noviembre de 2023.

## Antecedentes y composición
Antes del lanzamiento de «Better Things», Aespa ya había incursionado con una canción en inglés en 2022: se trató de la versión en ese idioma de «Life's Too Short», parte de su segundo EP titulado Girls. Esta canción fue bien recibida por la crítica, destacándose tanto por su letra como por su «pegajosa melodía». Luego, el 31 de marzo de 2023, el grupo presentó su segundo tema en inglés, «Hold on Tight», como parte de la banda sonora de la película original de Apple, Tetris.
El 27 de julio, Aespa comenzó a generar expectativa sobre su próximo lanzamiento, «Better Things», que más adelante se confirmó que saldría el 18 de agosto. El 31 de julio, el grupo presentó un adelanto del sencillo que incluía un fragmento con estilo de 8 bits acompañado de una imagen de un juego retro de lanzar aros de agua. Antes del estreno oficial del tema, el 7 de agosto, SM Entertainment lanzó el primer episodio de la serie web tipo comedia del grupo, también titulada Better Things. Dos días después, se anunció que Aespa interpretaría la canción en vivo el 13 de agosto durante el primer concierto de la gira Synk: Hyper Line en Estados Unidos, que tuvo lugar en el Crypto.com Arena de Los Ángeles. Ese mismo día, compartieron imágenes promocionales con temática veraniega.
La canción fue descrita como un tema bailable con un estilo minimalista y un ritmo enérgico. La pista incorpora una percusión rítmica que encaja bien con el ambiente veraniego, además de un patrón rítmico distintivo y las voces expresivas del grupo. La letra se enfoca en priorizar lo que realmente importa en la vida.

## Promoción
El 4 de agosto, un adelanto de «Better Things» se filtró en TikTok antes de su lanzamiento oficial. Aespa presentó la canción por primera vez en el inicio de la etapa estadounidense de su gira Synk: Hyper Line, el 13 de agosto. Además, el grupo fue portada de la edición de septiembre de 2023 de la revista Dork.
Como parte de la promoción del sencillo, el grupo protagonizó una miniserie estilo sitcom de tres episodios titulada Better Things, cuyo primer capítulo se publicó el 7 de agosto. Los siguientes episodios salieron el 9 y el 11 del mismo mes. Ningning tuvo una participación limitada en la serie debido a problemas de salud durante el rodaje. La producción fue bien recibida por los fanes, quienes elogiaron la química entre las integrantes y su talento actoral.

## Lista de canciones
| - Streaming/descarga digital 1. «Better Things» – 3:23 - Streaming/descarga digital – Sped Up + Slowed Down 1. «Better Things» (Sped Up version) – 3:00 2. «Better Things» (Slowed Down version) – 3:47 3. "Better Things» (Snack version) – 0:45 4. "Better Things» – 3:23 - Streaming/descarga digital – Tropkillaz remix 1. «Better Things» (Tropkillaz remix) – 3:00 2. «Better Things» – 3:23 | - Streaming/descarga digital – Raye remix 1. «Better Things» (Raye remix) – 3:25 2. «Better Things» – 3:23 - Streaming/descarga digital – Dance remix 1. «Better Things» (Dance remix) – 3:14 2. «Better Things» – 3:23 - Sencillo en CD 1. «Better Things» – 3:23 2. «Better Things» (Sped Up version) – 3:00 3. «Better Things» (Slowed Down version) – 3:47 4. «Better Things» (Snack version) – 0:45 5. «Better Things» (Tropkillaz remix) – 3:00 6. «Better Things» (Instrumental) – 3:23 |

## Posicionamiento en listas
| Lista (2023)                            | Mejor posición |
| --------------------------------------- | -------------- |
| Corea del Sur (Circle Digital Chart)    | 50             |
| Global 200 (Billboard)                  | 175            |
| Japón (Billboard Japan)                 | 82             |
| Países Bajos (Global Top 40)            | 13             |
| Nueva Zelanda (New Zealand Hot Singles) | 24             |
| Vietnam (Vietnam Hot 100)               | 63             |

| Lista (2023)                         | Mejor posición |
| ------------------------------------ | -------------- |
| Corea del Sur (Circle Digital Chart) | 53             |